# Jaromír Funke

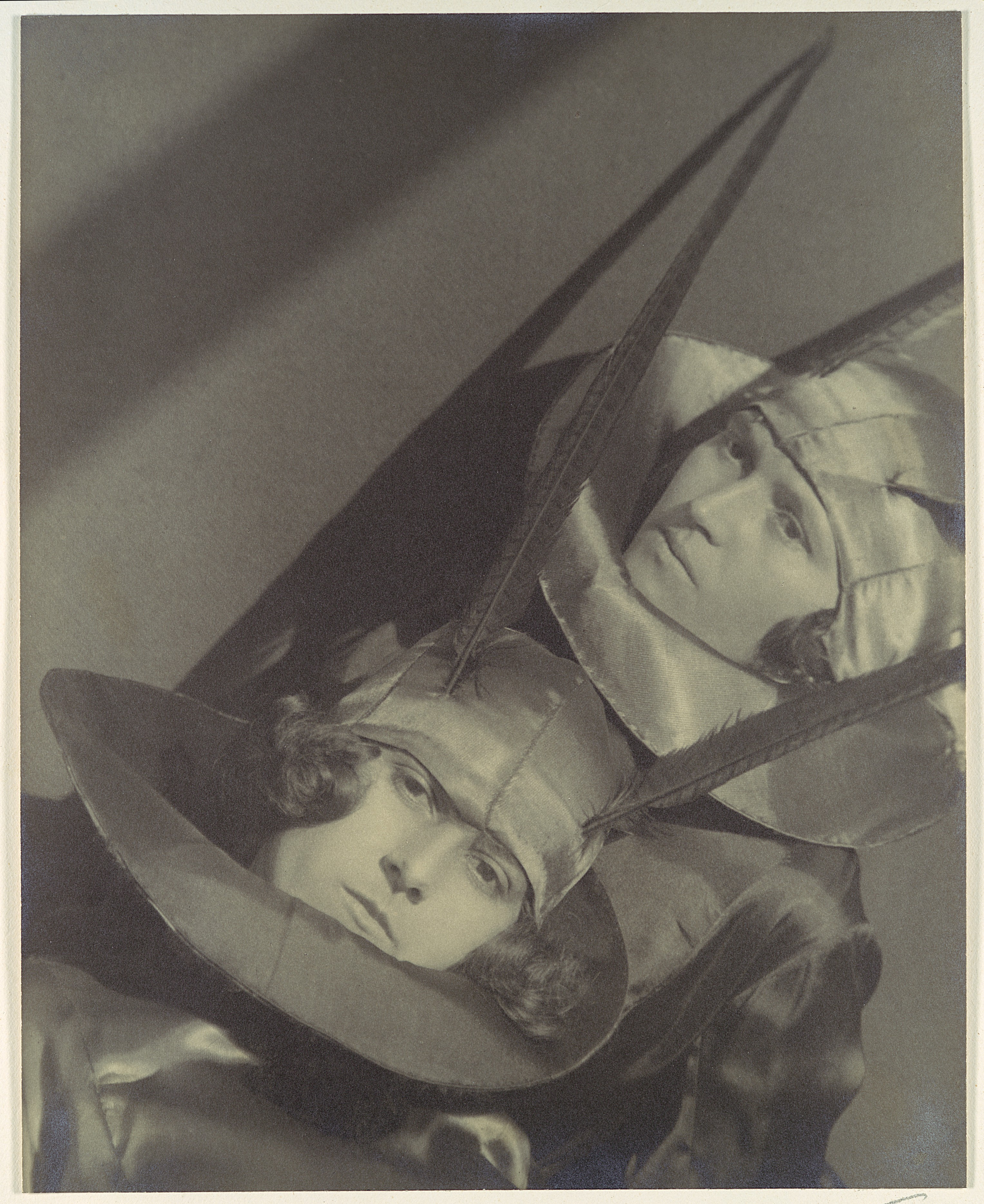
Jaromír Funke: Po karnevalu, 1924-26

Jaromír Funke, křtěný Jaromír František Josef (1. srpna 1896 Skuteč – 22. března 1945 Praha) byl český fotograf. Patří k nejvýznamnějším českým fotografům první poloviny 20. století a k světově významným průkopníkům avantgardní fotografie. Společně s Josefem Sudkem a Jaroslavem Rösslerem byl členem modernistického proudu československé meziválečné fotografie. V roce 1924 spolu s Josefem Sudkem a Adolfem Schneebergerem založil Českou fotografickou společnost, která si kladla za cíl používat čistě fotografické procesy a vymanit se z vlivu grafiky.

## Život a dílo

### Mládí
Prvorozený syn JUDr. Antonína Funkeho (* 27. února 1864 v Kolíně - + ? ) - kandidáta advokacie, syna Josefa Funkeho - soukeníka v Kolíně a Josefy roz. Zikmundové, a jeho ženy Miloslavy (* 22. ledna 1868 v Kolíně - + ? ), dcery Františka Potůčka - profesora v Kolíně a Anny roz. Macháčkové, který se narodil dne 1. srpna 1896 v domě čp. 238 ve Skutči.

### Fotografie
Fotografické dění své doby ovlivňoval nejen dílem, ale také rozsáhlou teoretickou, kritickou, organizátorskou, redaktorskou a zejména pedagogickou činností. Od roku 1931 vyučoval fotografii na Učňovské škole fotografické v Bratislavě, v roce 1934 byl jmenován profesorem Školy umeleckých remesiel tamtéž a v roce 1935 se stal profesorem na Státní grafické škole v Praze, kde působil až do října 1944. Teoretické články publikoval v časopisech Fotografický obzor, Fotograf, Volné směry, Žijeme, Magazin Družstevní práce, Letem světem, Index, Pestrý týden aj. Ve Fotografickém obzoru působil v letech 1939 až 1941 společně s Josefem Ehmem také jako redaktor.
Přestože byl Funke okouzlen především moderní architekturou, nevyhýbal se ani
fotografování starších památkových objektů. Na objednávku Městského úřadu v Kolíně vznikl cyklus fotografií chrámu sv. Bartoloměje, který byl poprvé vystaven v roce 1943. Obsahoval nejméně 56 záběrů chrámu a zahrnuje jak celkové pohledy na chrám, tak průhledy do interiéru a detaily vnitřní výzdoby a mobiliáře.
Protože jej přitahovaly jednoznačné tvary moderní architektury, fotografoval tedy neopakovatelným způsobem největší díla českého mezinárodního stylu (funkcionalismu) našich největších českých architektů: Bohuslava Fuchse (Masarykův studentský domov), Jaromíra Krejcara (sanatorium Machnáč v Trenčianských Teplicích a Jaroslava Fragnera (elektrárna Kolín).
Jeho studentem byl například fotograf skla Lumír Rott.

### Úmrtí
Zemřel několik měsíců před koncem druhé světové války jako její nepřímá oběť. Následkem spojeneckého náletu byla přerušena dodávka elektřiny do nemocnice, ve které jej právě operovali. Pohřben byl na Centrálním hřbitově v Kolíně.

## Pocty
Na jeho poctu se každé dva roky pořádá přehlídka české fotografie Funkeho Kolín.

## Výstavy a sbírky
Funkeho fotografie jsou v mnoha předních sbírkách (například Moravská galerie v Brně, Muzeum umění a designu Benešov, Uměleckoprůmyslové museum v Praze, Muzeum umění Olomouc, Centre Georges Pompidou v Paříži, IVAM ve Valencii, Städel Museum ve Frankfurtu nad Mohanem, Museum Folkwang v Essenu, Museum der Moderne Salzburg, The Metropolitan Museum of Art v New Yorku, The Museum of Modern Art v New Yorku, National Gallery of Art ve Washingtonu, The Museum of Fine Arts Boston, The Art Institute of Chicago, Museum of Fine Arts Houston, J. Paul Getty Museum v Los Angeles, Los Angeles County Museum of Art, The National Gallery of Canada v Ottawě, Art Gallery of Ontario v Torontu aj.).
Jeho fotografie jsou také součástí sbírky Fotografis, která byla představena na začátku roku 2009 v Praze.

### Výstavy

#### Souborné výstavy za Funkeho života[5]
- 1931 Praha (Aventinum)
- 1935 Praha (Krásná jizba Družstevní práce)
- 1938 Praha (Spolek výtvarných umělců Mánes)[9]
- 1941 Louny
- 1943 Kolín

#### Posmrtné výstavy (výběr)
- Jaromír Funke. Průkopník fotografické avantgardy. Moravská galerie v Brně, 24. 10. - 24. 11. 1996, kurátor: Antonín Dufek.
- Jaromír Funke. Mezi konstrukcí a emocí. Moravská galerie, Brno, 18. 10. 2013 - 19. 1. 2014, kurátor Antonín Dufek.
- Jaromír Funke. Fotografie. Galerie města Loun (GAML), Louny, 13. 9. 2015 - 13. 11. 2015, kurátor Antonín Dufek.[10]
- 2016/2017 Avantgardní fotograf Jaromír Funke, Leica Gallery, Praha, 25. 11. 2016 - 29. 1. 2017, kurátor: Vladimír Birgus,[11]
- Jaromír Funke. Photographe d'avantgrde. Paris Photo / Photo Saint Germain, Centre tcheque, Paris, 10. 11. - 15. 12. 2017, kurátor: Vladimír Birgus.
- Jaromír Funke. Fotograf der Avantgarde. Fotografie Forum Frankfurt, Frankfurt nad Mohanem, 27. 1. - 29. 4. 2018.

## Galerie

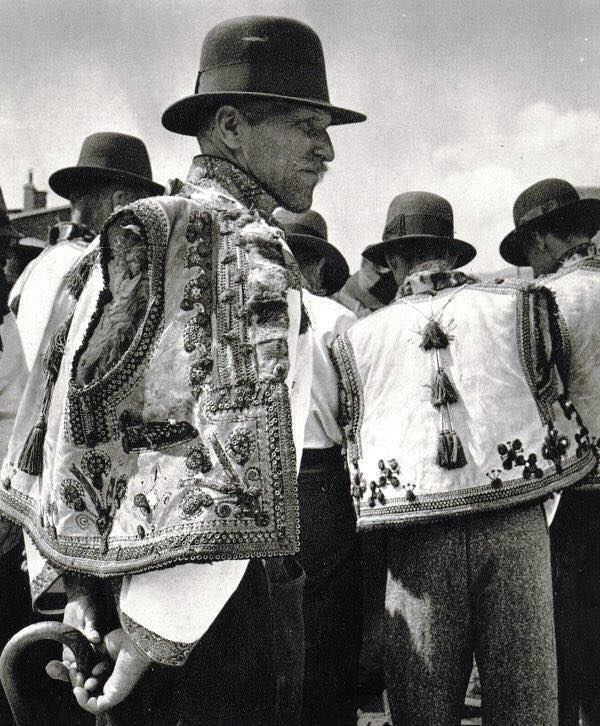
Obyvatelé Zakarpatí, 1937
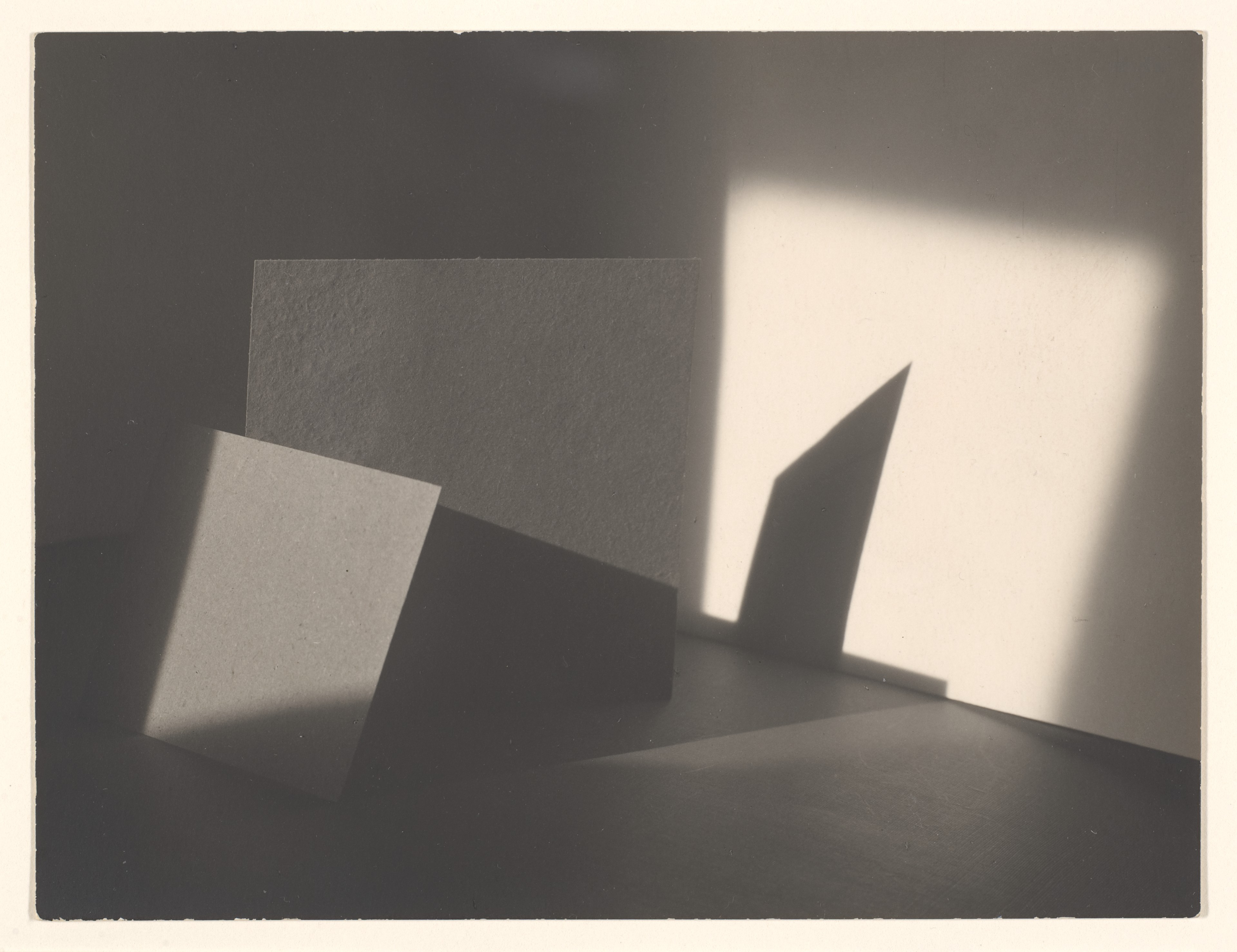
Abstrakce
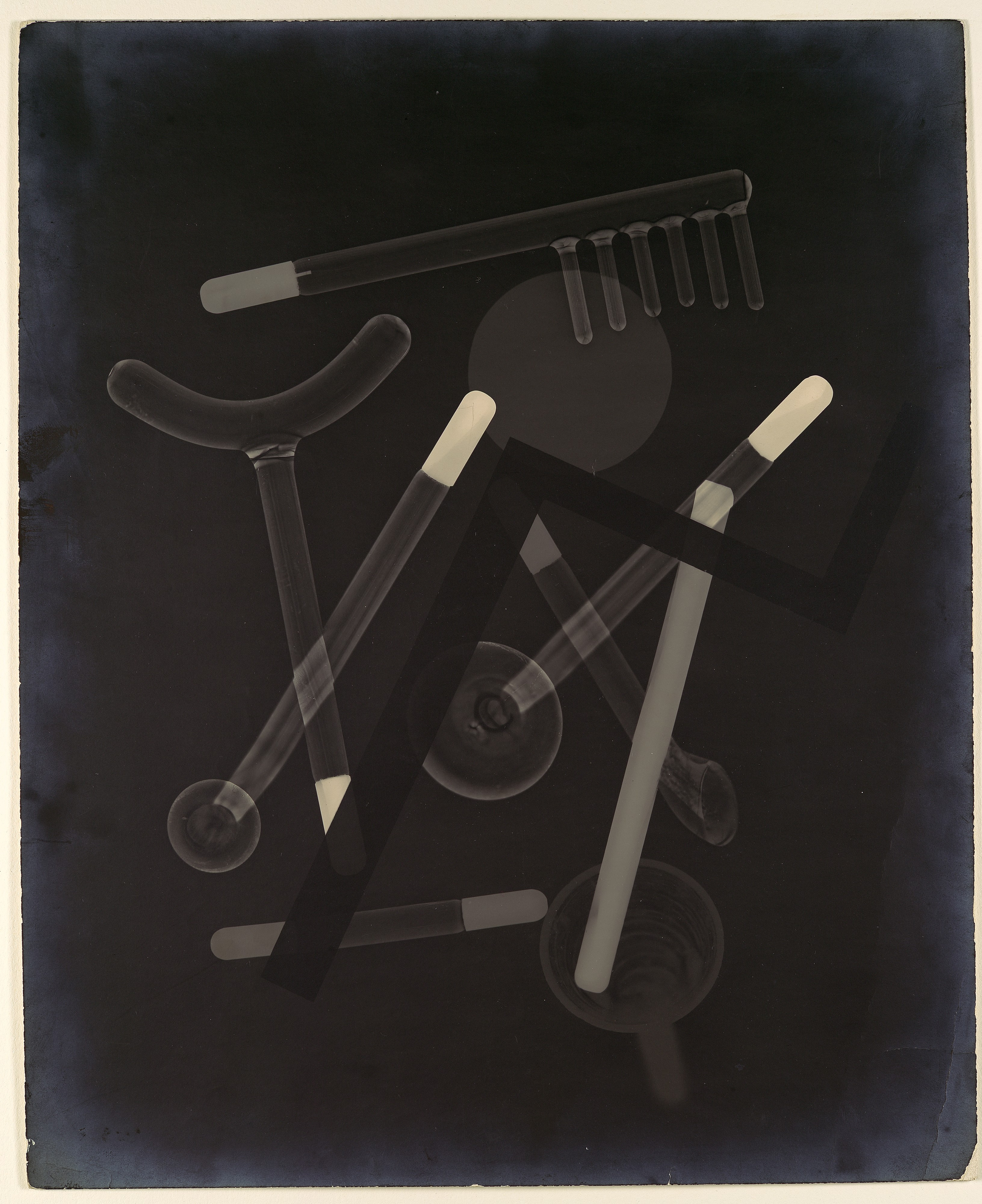
Fotogram; vybavení laboratoře
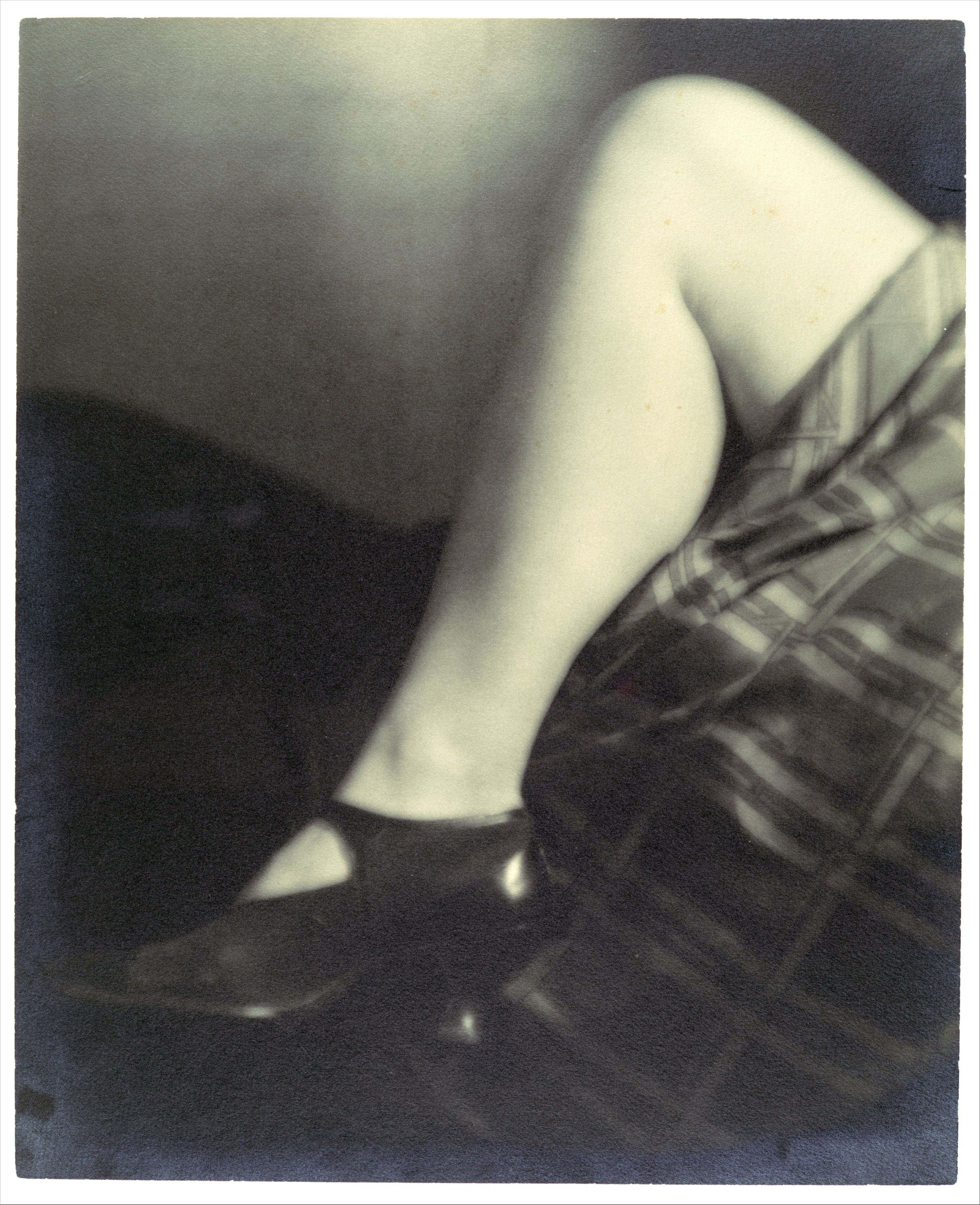
Ženská noha
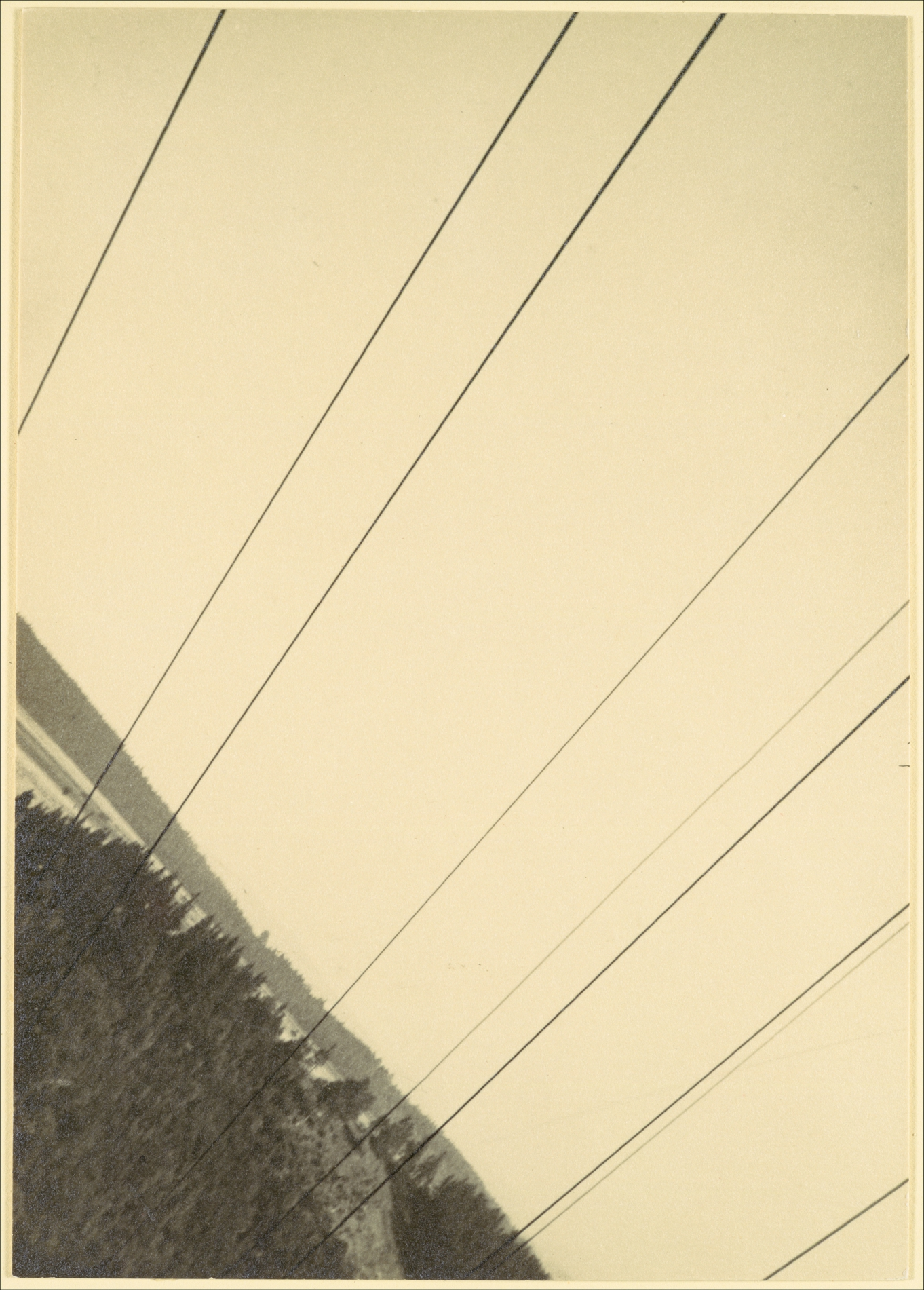
Zalesněné kopce a jezero, diagonální pohled shora přes lana visutého mostu